# Praia Jalé
A Praia Jalé é uma praia do Arquipélago de São Tomé e Príncipe, localiza-se a Sul da ilha de São Tomé entre o Ilhéu Jalé e a Praia da Piscina frente ao local de Porto Alegre.